# Krini (Trikala)
Krini  este un oraș în Grecia în prefectura Trikala.